# Mátyás Rákosi
Mátyás Rákosi (Ada, 9 de marzo de 1892 – Gorki, 5 de febrero de 1971) fue un comunista húngaro, líder de este país entre 1945 y 1956 como Secretario General del Partido Comunista Húngaro y del
Partido de los Trabajadores Húngaros.
Rákosi había estado involucrado en la política de izquierda desde su juventud, y en 1919 era un comisario líder en la República Soviética de Hungría de corta duración.  Después de la caída del gobierno comunista, escapó del país y trabajó en el extranjero como agente del Comintern. Fue arrestado en 1924 después de intentar regresar a Hungría y organizar la clandestinidad del Partido Comunista, y finalmente pasó más de quince años en prisión. Se convirtió en una causa célébre en el movimiento comunista internacional, y el predominantemente húngaro Batallón Rakosi de las Brigadas Internacionales en la guerra civil española llevó su nombre. A Rákosi finalmente se le permitió partir hacia la Unión Soviética en 1940 a cambio de preciadas banderas de batalla capturadas por las fuerzas rusas zaristas después de la Revolución húngara de 1848.
Cuando el Ejército Rojo expulsó a la Wehrmacht alemana de Hungría al final de la Segunda Guerra Mundial, Rákosi regresó a su país de origen a principios de 1945 y se convirtió en el líder del Partido Comunista Húngaro refundado. El Partido sufrió una aplastante derrota en las Elecciones libres de Hungría de la posguerra, a manos del agrario Partido Independiente de Pequeños Propietarios. Sin embargo, ante la insistencia de Moscú, los comunistas recibieron puestos clave en el gobierno, incluido el Ministerio del Interior, mientras que el propio Rákosi se convirtió en un vice primer ministro muy influyente.  Desde esta posición, los comunistas pudieron utilizar intrigas políticas, subterfugios y conspiración para destruir a sus oponentes pieza por pieza, en lo que Rákosi denominaría más tarde "táctica del salami".  Hacia 1948 habían obtenido el poder total sobre el país, y en 1949 el país fue proclamado una república popular con Rákosi como su gobernante absoluto.
Rákosi era un estalinista ardiente, y su gobierno era muy leal a la Unión Soviética;  incluso estableció un culto a la personalidad propio, inspirado en el de Stalin. Orquestó juicios públicos en presuntos conspiradores del gobierno, entre cuyas víctimas más destacadas se encontraba su ex lugarteniente László Rajk. Sus políticas de colectivización y industrialización lograrían reconstruir al país considerablemente y mejorar la calidad de vida de los húngaros, pero aun la situación económica seguía siendo precaria. Después de la muerte de Stalin en 1953, Rákosi fue degradado parcialmente a instancias de Moscú y el comunista reformista Imre Nagy se convirtió en el nuevo primer ministro. Sin embargo, Rákosi pudo usar su continua influencia como Primer Secretario para frustrar todos los intentos de Nagy de reforma y finalmente obligar a este último a dejar el cargo en 1955.
Sin embargo, después del famoso "Discurso secreto" del líder soviético Nikita Khrushchev a principios de 1956 denunciando a Stalin, Rákosi encontró su posición fatalmente comprometida al ser un fiel aliado de Stalin. Rákosi finalmente se vio obligado a dimitir en julio de 1956 y marcharse a la Unión Soviética, reemplazado por su segundo al mando Ernő Gerő.  La Revolución húngara de 1956 ocurrió apenas tres meses después como resultado de la crisis económica e hiperinflación que vivía el país por el caos de ese entonces. Rákosi, y su antiguo rival Imre Nagy se convirtió en una figura dominante en la Revolución. Las tropas soviéticas finalmente aplastaron el levantamiento anticomunista e instalaron un nuevo gobierno comunista bajo János Kádár.
Rákosi vivió el resto de su vida en el exilio en la Unión Soviética, y el gobierno húngaro le negó el permiso para regresar a casa por temor a disturbios masivos. Murió en Gorki en 1971, y sus cenizas fueron devueltas a Hungría en secreto. 
Rákosi es un personaje controvertido en Hungría, por un lado sus simpatizantes alaban sus políticas de industrialización que lograron modernizar a Hungría, que en esa época era un país muy atrasado y basada su economía completamente a la agricultura. La mejora en el sistema educativo fue un hecho destacable de su mandato, logró permitir que muchas familias pobres pudiesen llevar a sus hijos a la escuela, lo que mejoró el alfabetismo en Hungría.
Por otro lado sus detractores lo ven generalmente como un símbolo de tiranía y opresión en Hungría. Recalcan que con Rákosi se vivió una gran represión política en el país, como uso a la Államvédelmi Hatóság, la policía secreta de Hungría para las purgas en el partido y la represión, se acusa que dicha policía cometía tortura en la prisión.[cita requerida]

## Historia

### Primeros años

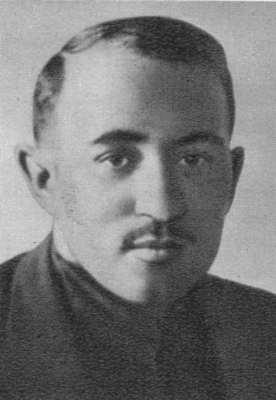
Rákosi en 1920

Rákosi nació en Ada, un pueblo en el Condado de Bács-Bodrog en el Reino de Hungría (ahora una ciudad en Vojvodina, Serbia).  Nacido de judíos, el cuarto hijo de József Rosenfeld, un tendero, su madre Cecília Léderer daría a luz a siete hijos más. De sus hermanos menores, el más notable fue Ferenc Rákosi (más tarde Biró, 1904-2006), un administrador, que también participó activamente en la política comunista y fue, durante un tiempo, Gerente General durante el gobierno de su hermano.
El abuelo paterno de Rákosi participó en la Revolución húngara de 1848;  como resultado, tuvo que huir del pueblo tras la derrota.  El padre de Rákosi, József Rosenfeld, fue llamado "el judío de Kossuth" por los aldeanos, porque había sido miembro y ávido partidario del opositor Partido de la Independencia.  Él cambió su apellido Rosenfeld a Rákosi en 1903. Más tarde repudió la religión y, en común con la mayoría de los otros marxistas, se describió a sí mismo como un ateo y oponente de la religión organizada.
Rákosi fue un estudiante diligente y bueno durante su infancia. Terminó sus estudios elementales en Sopron, luego tomó su examen final en el High Technical Gymnasium de Szeged en 1910. Luego estudió comercio exterior en la Academia de Comercio del Este. Ganó becas de un año cada una en Hamburgo (1912) y Londres (1913).[cita requerida]
Mientras aún era estudiante en Hungría, se unió al Partido Socialdemócrata Húngaro (MSZDP) en 1910 y también fue secretario y miembro activo del anarcosindicalista movimiento estudiantil, el Círculo de Galilei.
Sirvió en el Ejército austrohúngaro durante la Primera Guerra Mundial y fue capturado en el Frente Oriental en 1915 y retenido como prisionero.  de guerra en los campos de prisioneros de guerra del Lejano Oriente por parte de los rusos hasta el final de la guerra.  Aprovechando la caótica situación en Rusia, escapó con éxito de su detención y se mudó a Petrogrado, centro de la Revolución bolchevique.

## Primeros años de política

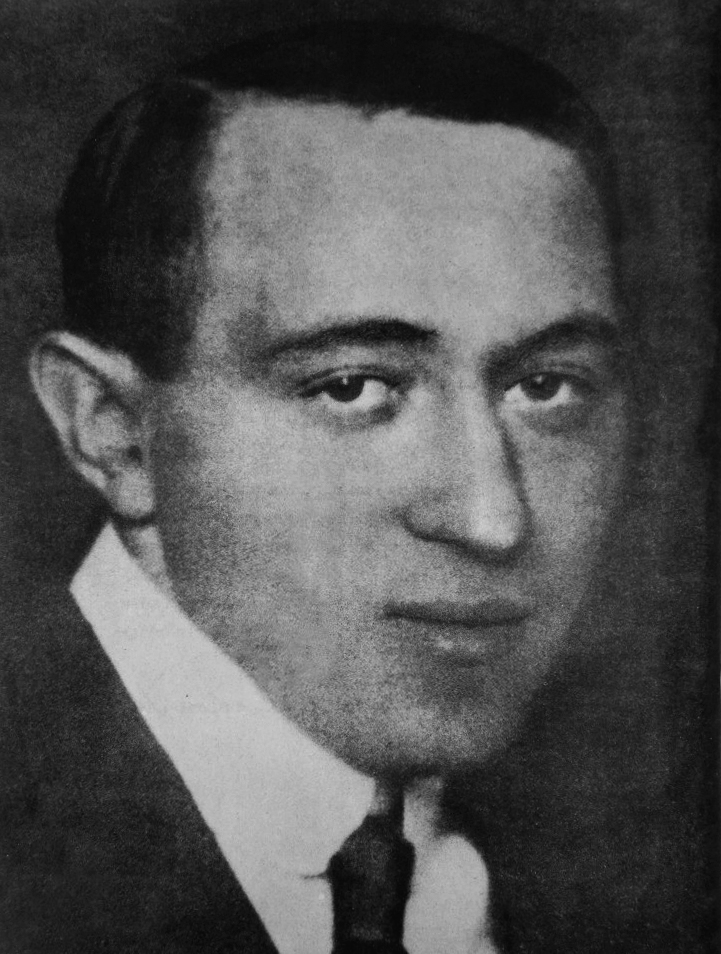
Mátyás Rákosi en 1919

Después de regresar a Hungría, participó en el movimiento comunista de Béla Kun y también se unió al Partido de Comunistas en Hungría.  Durante el régimen comunista de corta duración de 133 días después de la renuncia del presidente Mihály Károlyi, cuando se estableció la República Soviética de Hungría, Rákosi se desempeñó como Comisario Popular Adjunto de Comercio del 21 de marzo al 3 de abril en el Consejo de Gobierno Revolucionario dirigido por Sándor Garbai. Entre el 3 de abril y el 24 de junio de 1919, Rákosi fue uno de los seis comisarios del pueblo para la producción social, junto con Jenő Varga, Antal Dovcsák, Gyula Hevesi, József Kelen y Ferenc Bajaki. También participó en las campañas militares del norte y del este del Ejército Rojo húngaro contra la recién formada Checoslovaquia y el Reino de Rumania. 
Tras la caída de la República Soviética, Rákosi huyó de Hungría el 2 de agosto de 1919 a través de la frontera con Austria, finalmente a la Unión Soviética donde trabajó como parte de la Internacional Comunista, incluso representándola en el Congreso de Livorno del Partido Socialista Italiano en 1921. Después de regresar al Reino de Hungría en 1924, fue encarcelado, pero fue liberado a la Unión Soviética en 1940, a cambio de las banderas revolucionarias húngaras capturadas por las tropas rusas en Világos en 1849. En la Unión Soviética, se convirtió en líder de la Comintern.  En 1942, se casó con la abogada divorciada Feodora (Fenia) Kornilova, una mujer de origen Yakut. Regresó a Debrecen, Hungría, el 30 de enero de 1945, habiendo sido seleccionado por las autoridades soviéticas para organizar el Partido Comunista Húngaro.

## Líder de Hungría

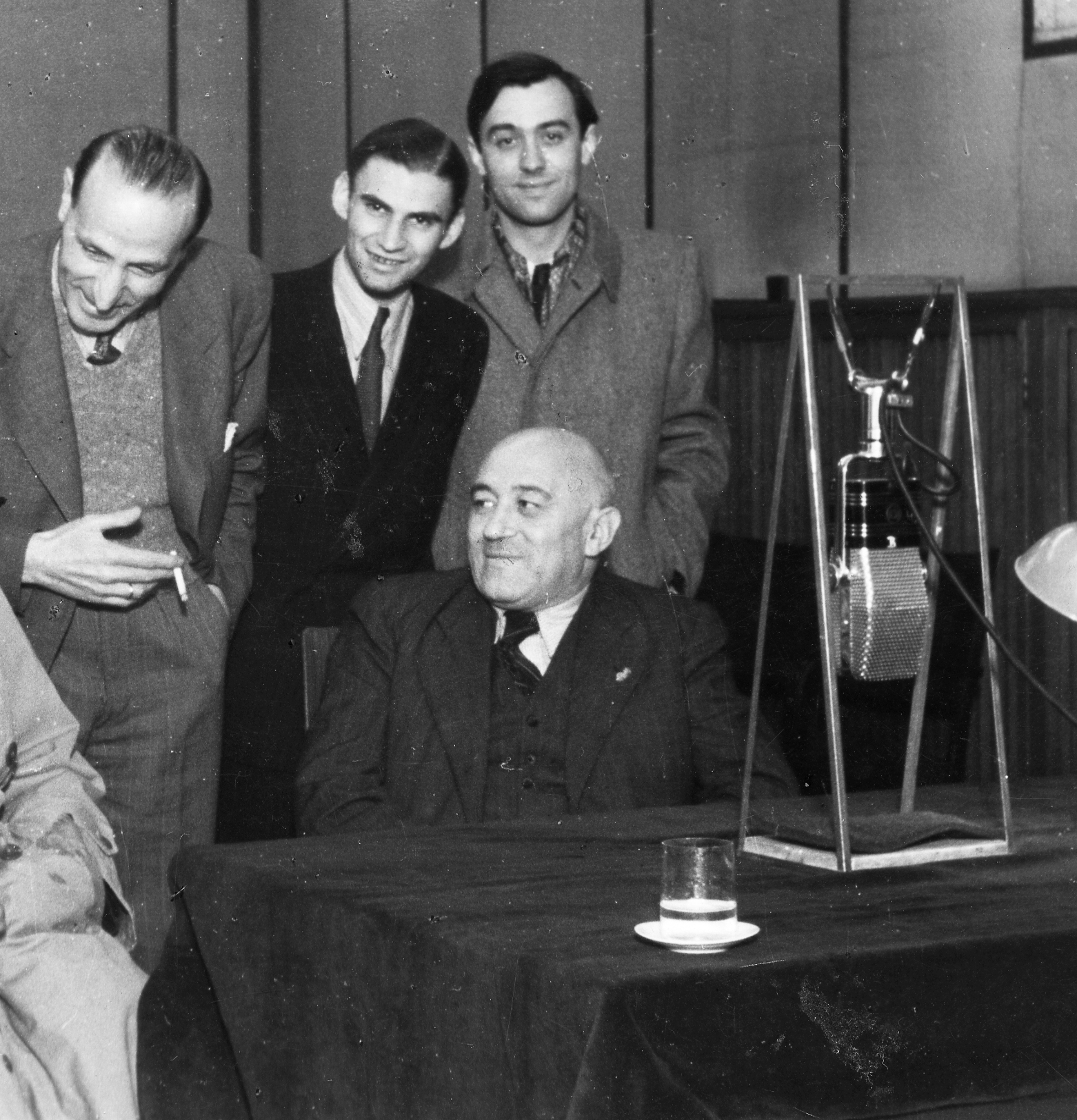
Rákosi en un discurso en la radio

Cuando el Ejército Rojo estableció un gobierno aprobado por los soviéticos en Hungría (1944-1945), Rákosi fue nombrado Secretario General del Partido Comunista Húngaro (MKP) (1945).  Fue miembro del Alto Consejo Nacional del 27 de septiembre al 7 de diciembre de 1945. Rákosi fue vice primer ministro de 1945 a 1949, y fue primer ministro en funciones del 1 al  4 de febrero de 1946 y el 31 de mayo de 1947.
Inicialmente, Rákosi y los comunistas parecían dispuestos a trabajar dentro del sistema. Sin embargo, desde 1947 en adelante, él y los comunistas comenzaron a presionar a los otros partidos para que excluyeran a aquellos que no estaban dispuestos a trabajar con los comunistas con el argumento de que eran "fascistas" o simpatizantes del fascismo. Más tarde, después de que los comunistas obtuvieran el control total. Se creía comúnmente que Rákosi se refería a esta práctica como "tactica del salami", diciendo que había destruido a las fuerzas no comunistas en el país "cortándolas como rebanadas de salami".  Sin embargo, nunca se ha descubierto una fuente verificada para la cita del "salami". Según el historiador Norman Stone, el término podría haber sido inventado por el líder del Partido de la Independencia de Hungría, Zoltán Pfeiffer.
En octubre de 1947, Rákosi había abandonado toda pretensión de multipartidismo. Dio un ultimátum a los partidos no comunistas: cooperar con un nuevo gobierno de coalición dominado por los comunistas o exiliarse. A finales de 1947, los partidos de oposición habían hecho a un lado en gran medida a sus miembros más valientes, dejándolos en manos de compañeros de viaje dispuestos a cumplir las órdenes de los comunistas. En el verano de 1948, los comunistas obligaron a los socialdemócratas a fusionarse con ellos para formar el Partido Popular Húngaro (MDP).

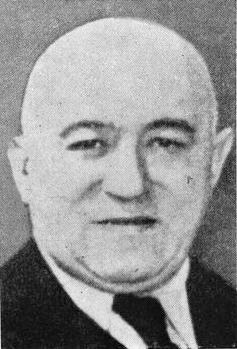
Retrato de Rákosi

También expulsó al presidente de los minifundistas, Zoltán Tildy, a favor del socialdemócrata convertido en comunista Árpád Szakasits. Un año más tarde, las elecciones parlamentarias de Hungría de 1949 se llevaron a cabo con una sola lista de candidatos. Aunque nominalmente todavía figuraban los no comunistas, en realidad eran compañeros de viaje.
Se construyeron en masa viviendas para los pobres de Hungría que haría una enorme campaña exitosa de urbanización, así como grandes fábricas, centrales eléctricas, instituciones de investigación, laboratorios y casas de vacaciones. Cosas que el Reino de Hungría tenía en cantidades limitadas, especialmente después de que el país fuera destruido por la guerra.
Rákosi se describió a sí mismo como "Stalin el mejor discípulo húngaro" y "el mejor alumno de Stalin".[cita requerida]En el apogeo de su gobierno, desarrolló un fuerte culto a la personalidad a su alrededor.[cita requerida]También se harían campañas por los derechos de la mujer.
Su fuerza se dirigió contra unos 350.000 funcionarios e intelectuales los cuales fueron purgados bajo su gobierno, enviando a miles al patíbulo desde 1948 hasta 1956; también contra la Iglesia Católica, a la cual le confiscó sus escuelas, dispersó las órdenes religiosas y ocupó sus conventos y monasterios así como al cardenal de Hungría, el cardenal Joseph Mindszenty, quien luchaba contra la tiranía roja.  En agosto de 1952, también fue nombrado primer ministro (presidente del Consejo de Ministros).
Sin embargo, en junio de 1953, Rákosi y otros líderes del partido fueron convocados a Moscú, donde los líderes soviéticos criticaron a sus homólogos húngaros por el deslucido desempeño económico de Hungría en inicios de los años cincuenta. El 13 de junio de 1953, para apaciguar al Politburó soviético (Politburó del Partido Comunista de la Unión Soviética), Rákosi aceptó el modelo soviético de dirección colectiva. Aunque cedió el cargo de primer ministro a Imre Nagy, retuvo el cargo de Secretario General. Nagy favoreció una forma más humana de gobernar, a lo que Rákosi se opuso enérgicamente.[cita requerida] El 9 de marzo de 1955, el Comité Central del MDP condenó a Nagy por "desviación derechista". Los periódicos húngaros se unieron a los ataques y se culpó a Nagy de los problemas económicos del país. El 18 de abril, la Asamblea Nacional destituyó por unanimidad a Nagy de su cargo. Aunque el Kremlin frunció el ceño ante el regreso de Rákosi al cargo de primer ministro, él y el sucesor de Nagy, András Hegedüs, rápidamente devolvieron al país a su curso estalinista anterior.

## Política económica

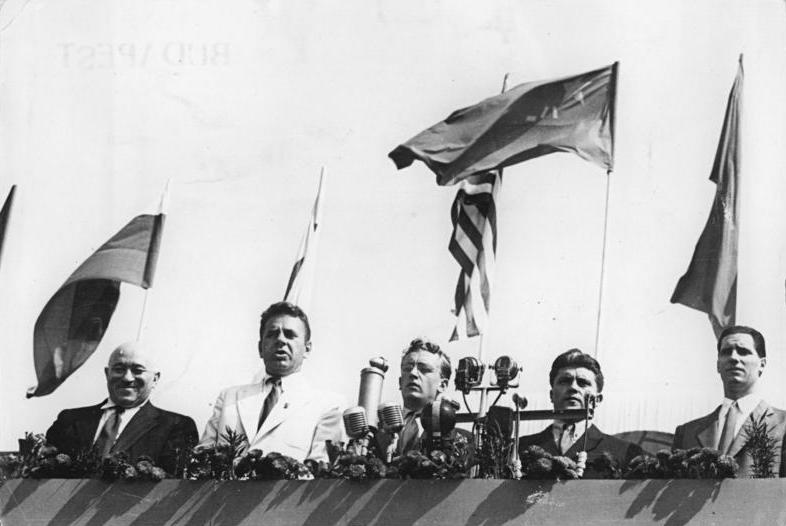
Rákosi durante un discurso a la juventud.

La economía húngara de la posguerra sufrió múltiples desafíos. La más importante fue la destrucción de infraestructuras en la guerra (40% de la riqueza nacional, incluidos todos los puentes, vías férreas, materias primas, maquinaria, etc.). Hungría acordó pagar reparaciones de guerra por un total de aproximadamente US $ 300 millones, a la Unión Soviética, Checoslovaquia y Yugoslavia, y apoyar a las guarniciones soviéticas.[cita requerida]
El Banco Nacional Húngaro en 1946 estimó el costo de las reparaciones como "entre el 19 y el 22 por ciento del ingreso nacional anual".  A pesar de esto, después de la tasa histórica de inflación más alta en la historia mundial, se introdujo con éxito una nueva moneda estable en agosto de 1946 sobre la base de los planes del Partido Comunista y el Partido Socialdemócrata.
Tras la llegada del comunismo en Hungría, el Partido Húngaro de los Trabajadores decidiría colectivizar la agricultura y crearía granjas estatales tipo soviéticas. Hungría centraría su economía en la industria pesada bajo una economía planificada en planes quinquenales, la producción automovilística sería el más grande foco de la industria húngara con la producción de ferrocarriles, locomotoras, autos y vagones.